# Mario Fillinger
Mario Fillinger (Pirna, 10 ottobre 1984) è un ex calciatore tedesco, di ruolo centrocampista.